# Сидоров, Алексей Алексеевич (публицист)
Алексе́й Алексе́евич Си́доров (1864 — 6 декабря 1931) — русский публицист и чиновник, председатель Московского комитета по делам печати. Один из идеологов Всероссийского национального союза.

## Биография
Из потомственных дворян.
Окончил Варшавский университет. В 1885 году поступил на службу чиновником канцелярии Киевского генерал-губернатора. Затем служил младшим цензором в Варшавском цензурном комитете. Помимо службы написал ряд исторических очерков, выступал по польскому вопросу в газетах «Варшавский дневник», «Московские ведомости» и «Новое время». Принимал участие в создании общественных организаций в Варшаве.
21 апреля 1904 года занял должность киевского отдельного цензора по иностранной литературе. Хлопотал об объединении киевской цензуры, которое и произошло в 1906 году, при этом 12 мая того же года сам Сидоров возглавил Киевский временный комитет по делам печати. Не оставлял общественной деятельности, участвовал в работе Общества повсеместной помощи пострадавшим в войне солдатам. С марта 1905 года стал членом-делопроизводителем киевского отдела Русского собрания, а 9 апреля 1908 года был избран председателем Киевского клуба русских националистов. Осенью того же года оставил должность председателя в связи с переводом в Москву и был избран почетным членом ККРН.
3 февраля 1909 года назначен председателем Московского комитета по делам печати, в каковой должности состоял вплоть до революции 1917 года. В 1915 году входил, сверх штата, в Совет Главного управления по делам печати. Дослужился до чина действительного статского советника (1913). В Москве продолжал заниматься публицистикой, возглавлял местный отдел Всероссийского национального союза. Кроме того, состоял председателем московского отделения Галицко-русского благотворительного общества, товарищем председателя Славянского комитета в Москве, а также товарищем председателя Общества потомков участников Отечественной войны 1812 года.
После революции эмигрировал в Югославию. Умер в 1931 году в Белграде. Похоронен на Новом кладбище.

## Награды
- Орден Святой Анны 3-й ст. (1892);
- Орден Святого Станислава 2-й ст. (1908).

## Сочинения
- Привислинье и Восток: экономический этюд. — Варшава, 1891.
- К столетию третьего раздела Польши. — Варшава, 1895.
- Исторический очерк русской печати в Привислинском крае. — Варшава, 1896.
- Русские государи в Варшаве. — Варшава, 1897.
- Русские и русская жизнь в Варшаве. (1815—1895): исторический очерк в 3 выпусках. — Варшава, 1899—1900.
- Польское восстание 1863 г.: исторический очерк. — Санкт-Петербург, 1903.
- Печать и печатное дело в Юго-западном крае: исторический очерк. — Санкт-Петербург, 1905.
- Промышленность в Юго-западном крае. — Киев, 1907.
- Польская автономия и славянская идея. — Киев, 1908.
- Поход против Холмщины: о законопроекте об образовании Холмской губернии. — Москва, 1911.
- Инородческий вопрос и идея федерализма в России. — Москва, 1912.
- Московский комитет по делам печати: исторический очерк. — Москва, 1912.